# Мюрат-сюр-Вебр
Мюра́т-сюр-Вебр (фр. Murat-sur-Vèbre, окс. Murat) — коммуна во Франции, находится в регионе Юг — Пиренеи. Департамент — Тарн. Входит в состав кантона От-Тер-д’Ок. Округ коммуны — Кастр.
Код INSEE коммуны — 81192.

## География

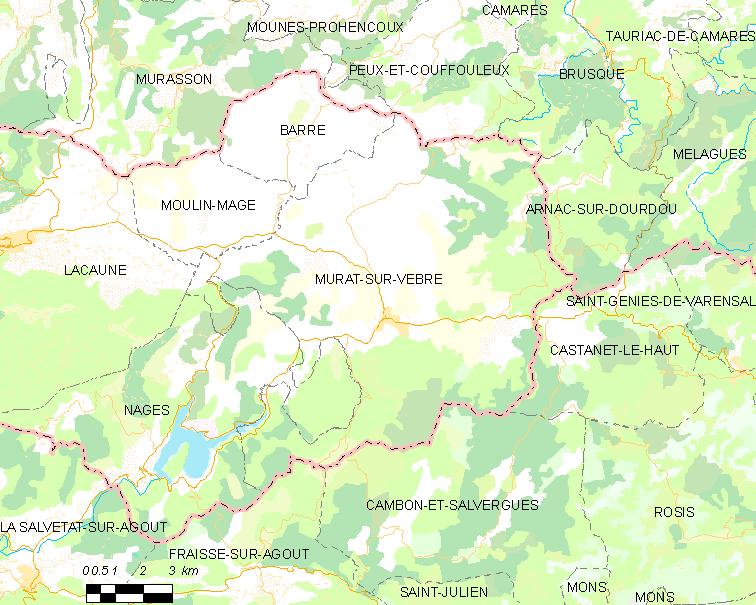
Карта коммуны

Коммуна расположена приблизительно в 580 км к югу от Парижа, в 115 км восточнее Тулузы, в 65 км к юго-востоку от Альби.
По территории коммуны протекает река Вебр.

## Климат
Климат умеренно-океанический. Зима мягкая и дождливая, лето жаркое с частыми грозами. Ветры довольно редки.

## Население
Население коммуны на 2010 год составляло 839 человек.
| 1962  | 1968  | 1975  | 1982 | 1990 | 1999 | 2010 |
| ----- | ----- | ----- | ---- | ---- | ---- | ---- |
| 1 338 | 1 264 | 1 060 | 938  | 889  | 816  | 839  |

## Администрация
| Период | Период | Фамилия        | Партия | Примечания |
| ------ | ------ | -------------- | ------ | ---------- |
| 1971   | 1977   | Оноре Безьо    |        |            |
| 1977   | 1988   | Пьер Азаис     |        |            |
| 1988   | 1989   | Кристиан Рок   |        |            |
| 1989   | 2001   | Жерар Разимбо  |        |            |
| 2001   | 2014   | Клод Геро      |        |            |
| 2014   | 2020   | Даниэль Видаль |        |            |

## Экономика
В 2007 году среди 473 человек в трудоспособном возрасте (15—64 лет) 355 были экономически активными, 118 — неактивными (показатель активности — 75,1 %, в 1999 году было 71,5 %). Из 355 активных работали 341 человек (182 мужчины и 159 женщин), безработных было 14 (6 мужчин и 8 женщин). Среди 118 неактивных 24 человека были учениками или студентами, 60 — пенсионерами, 34 были неактивными по другим причинам.

## Фотогалерея

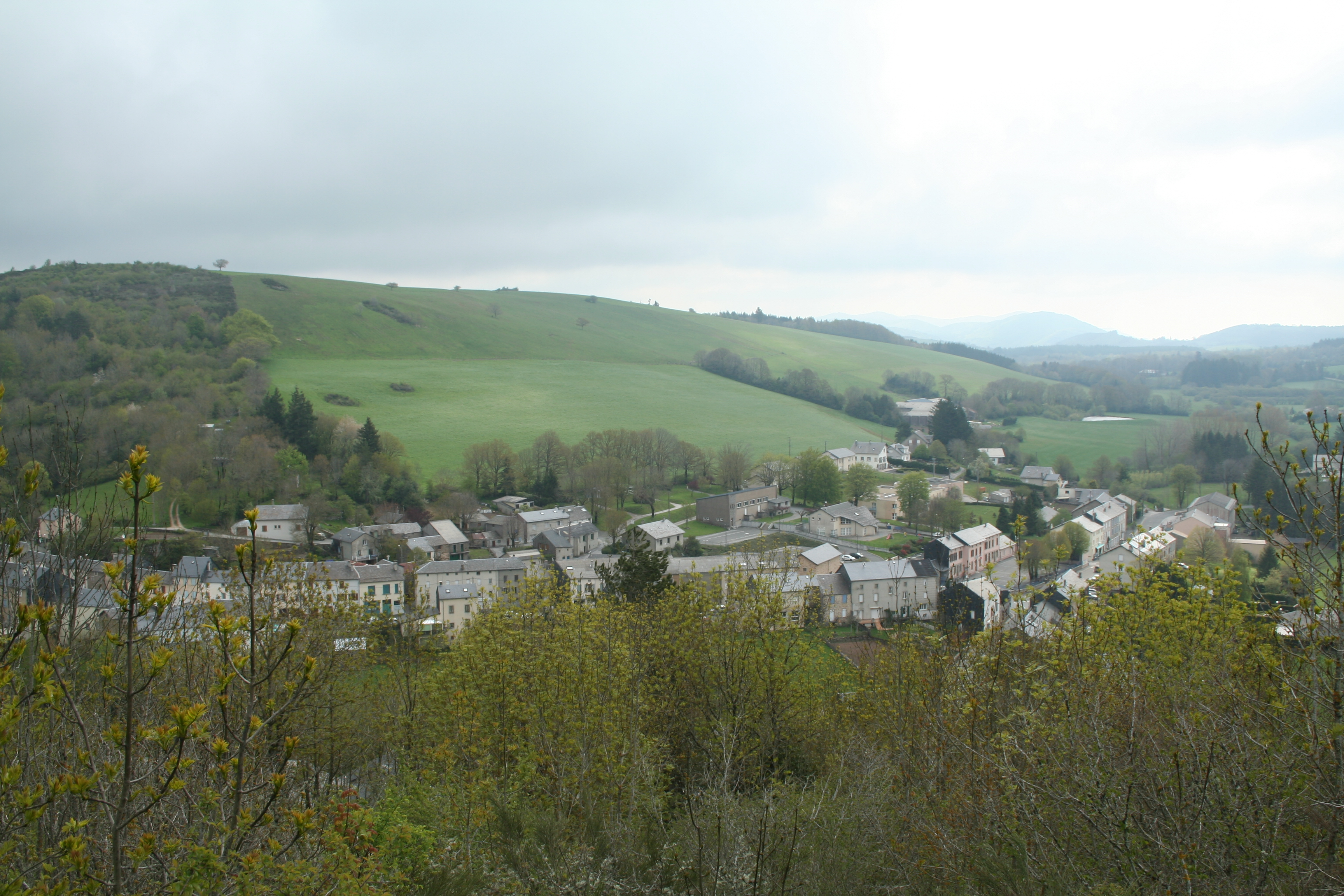
Мюрат-сюр-Вебр
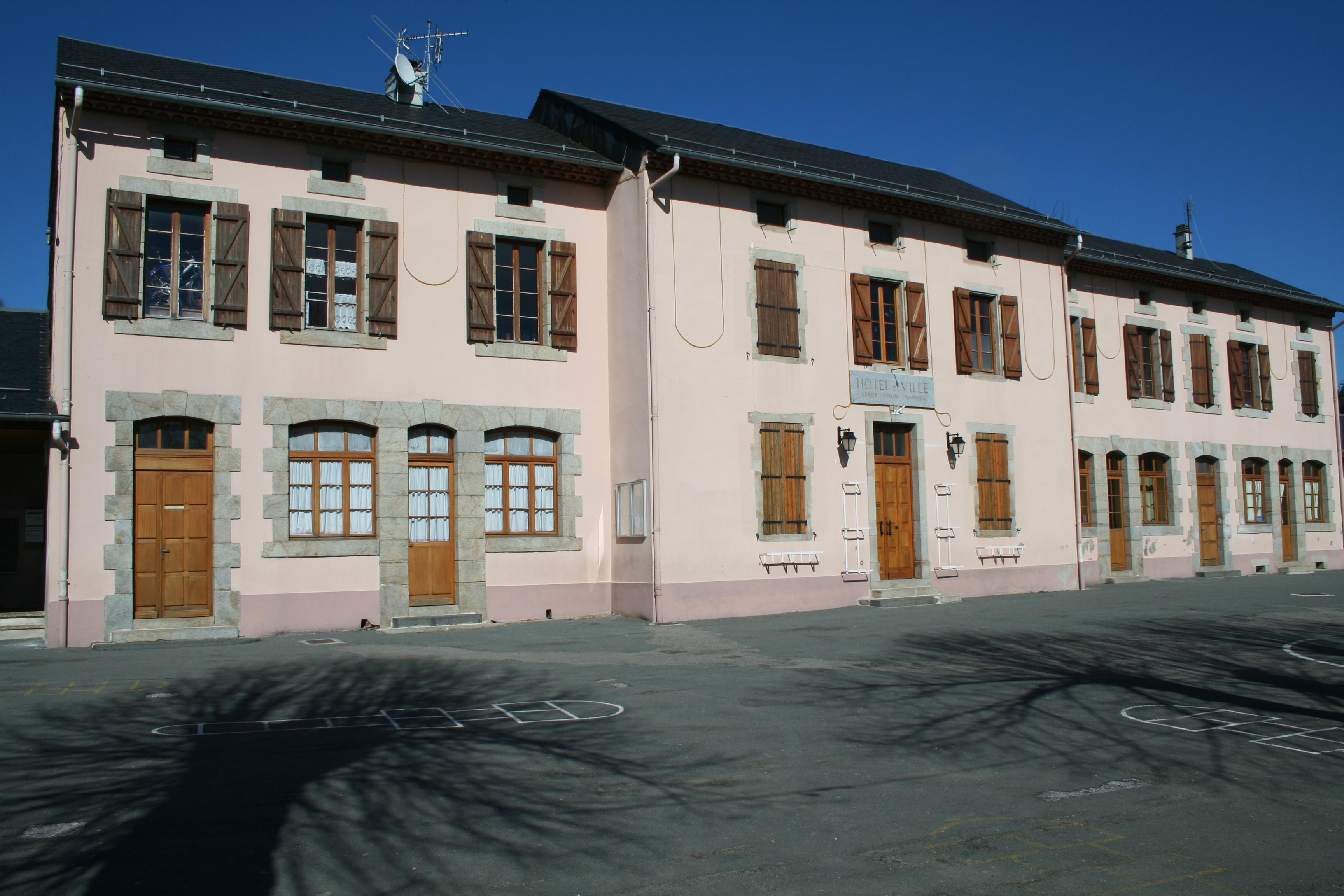
Мэрия
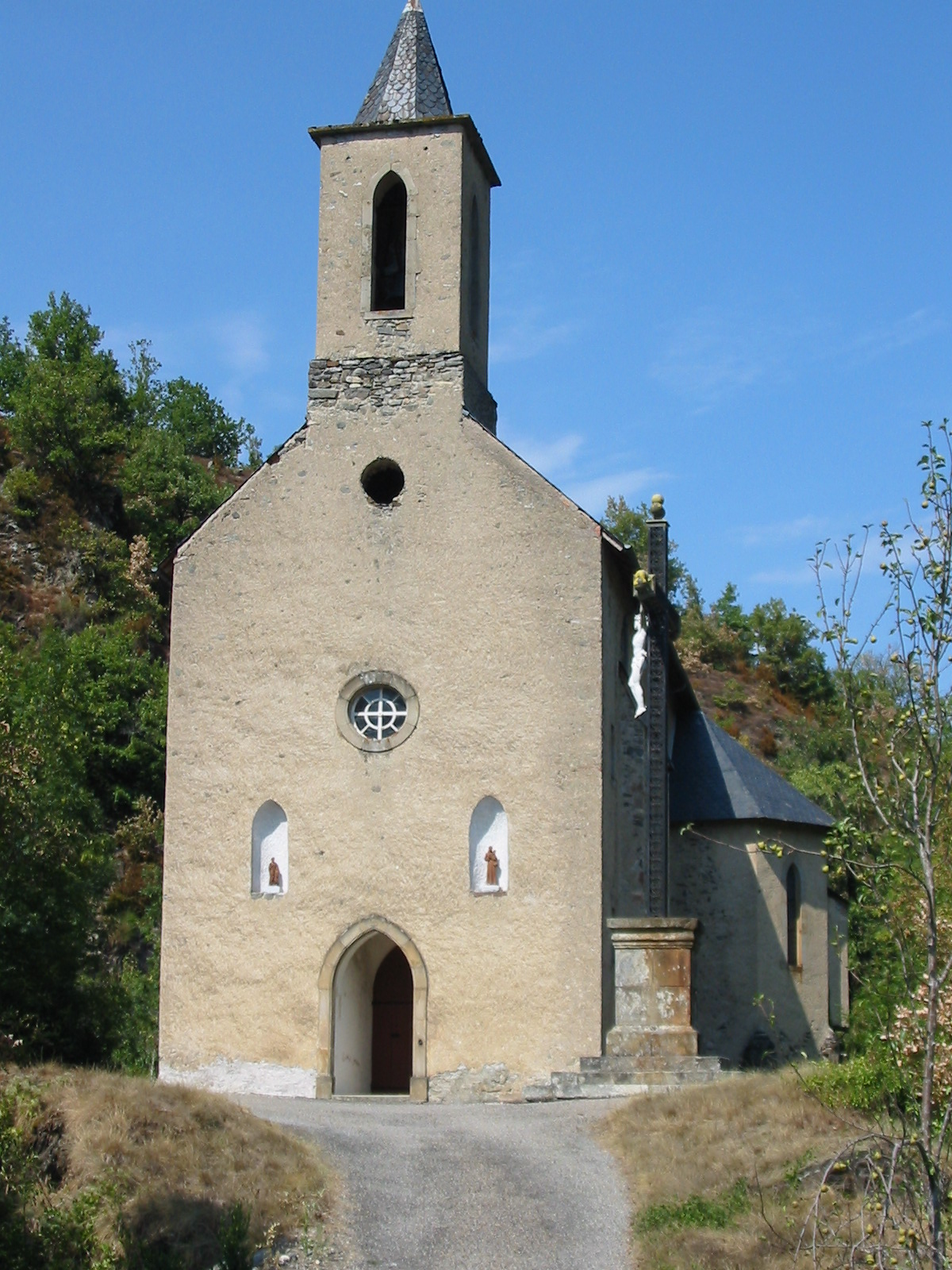
Церковь Св. Петра
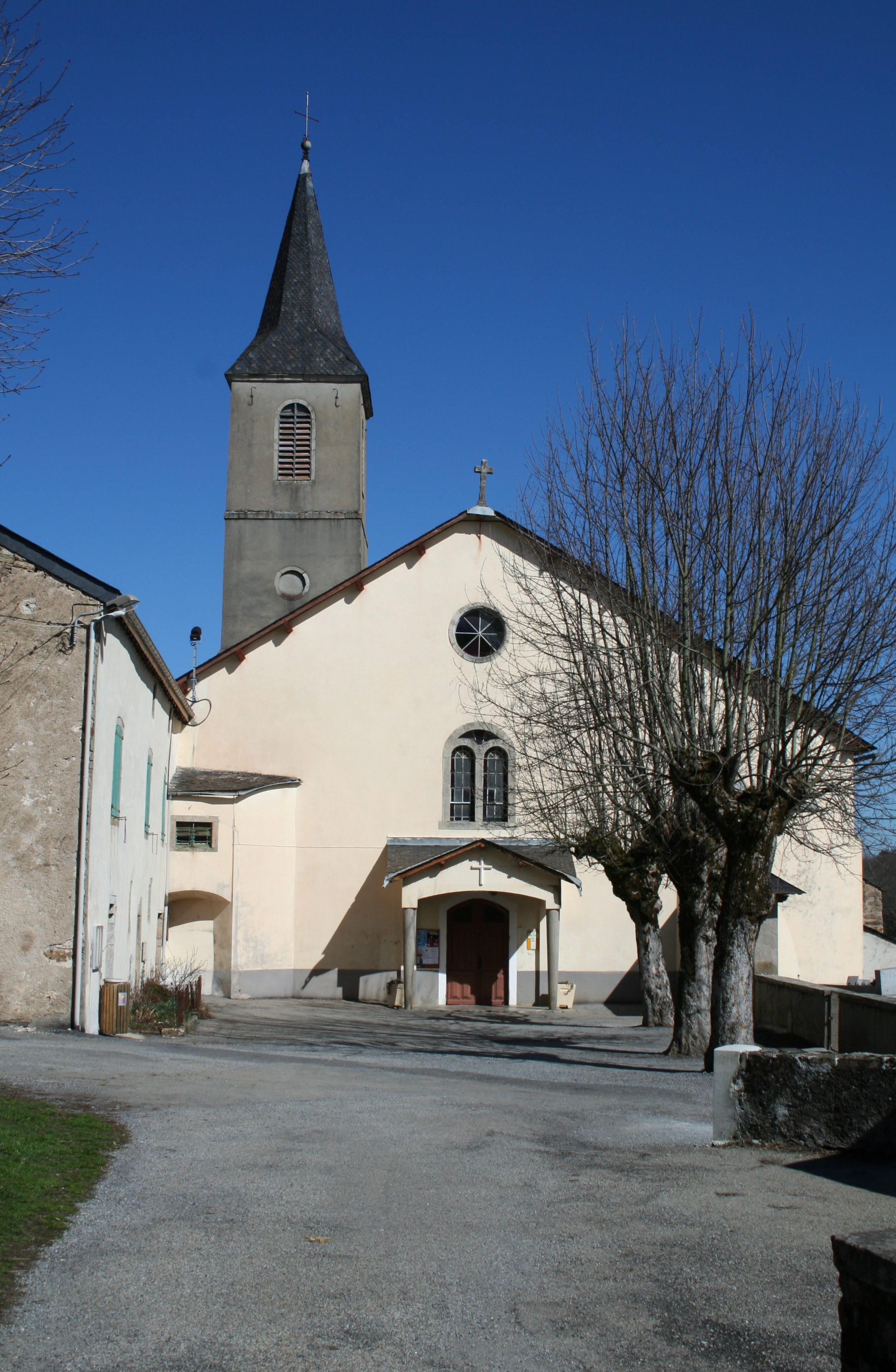
Церковь Св. Стефана
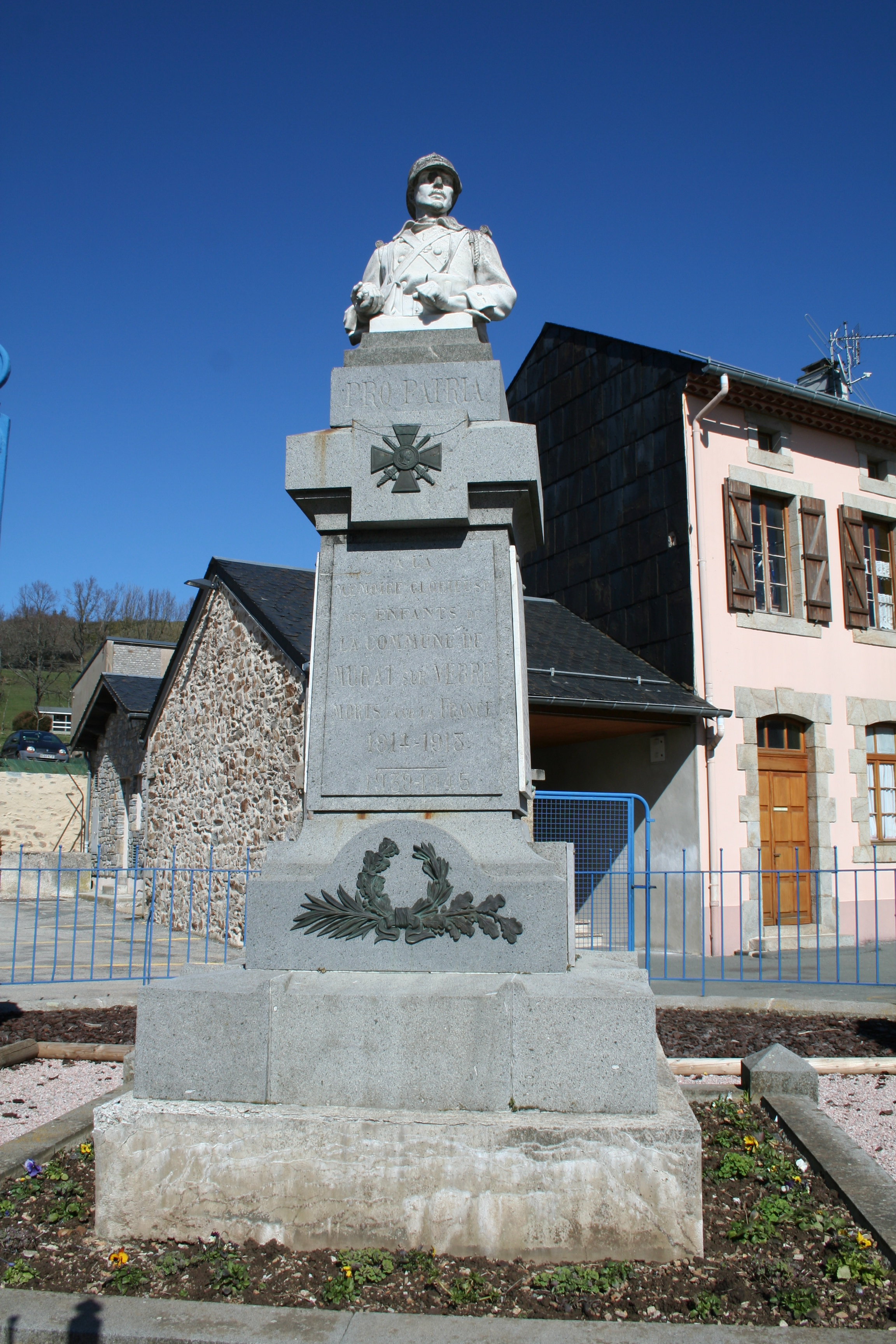
Военный мемориал
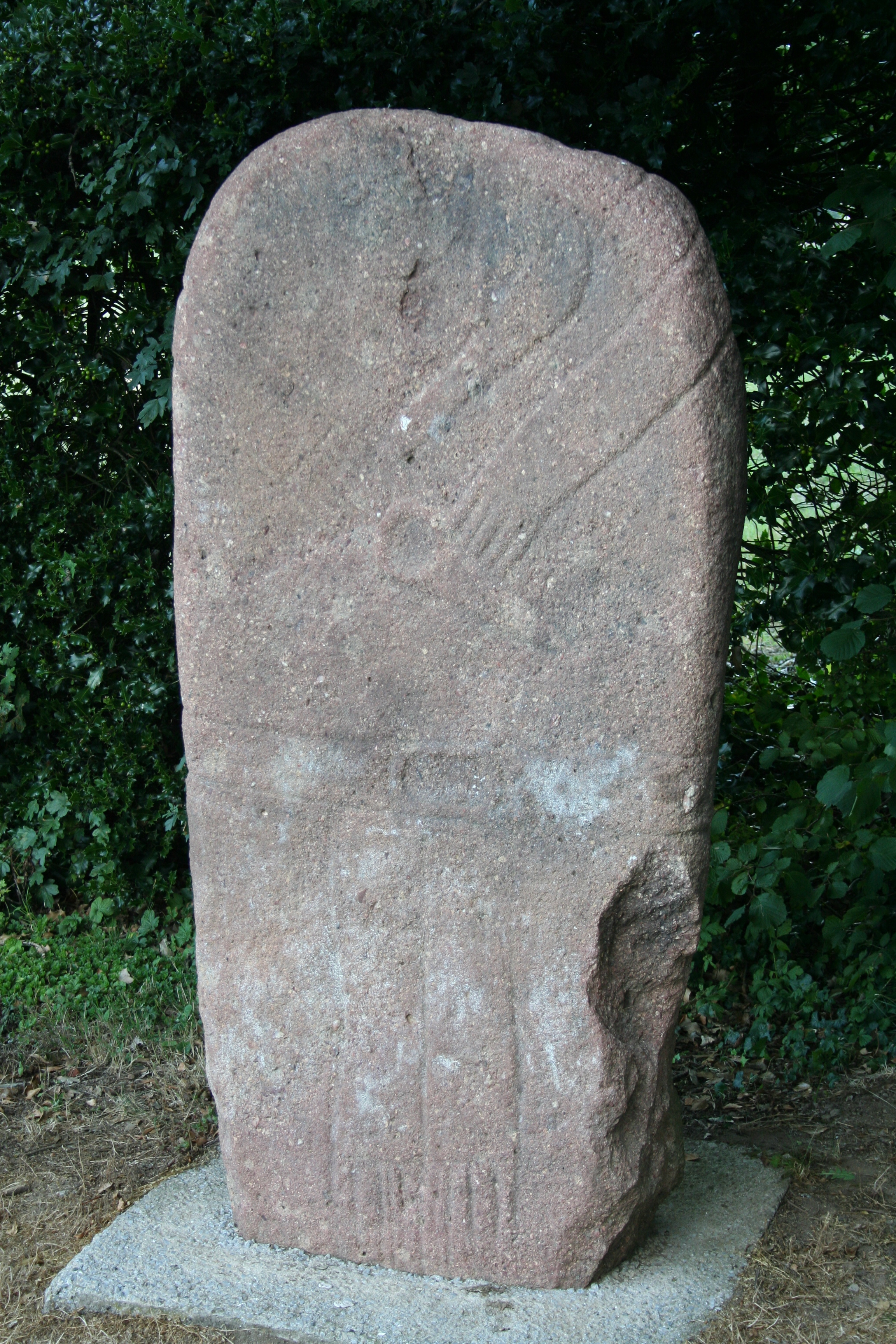
Статуя-менгир
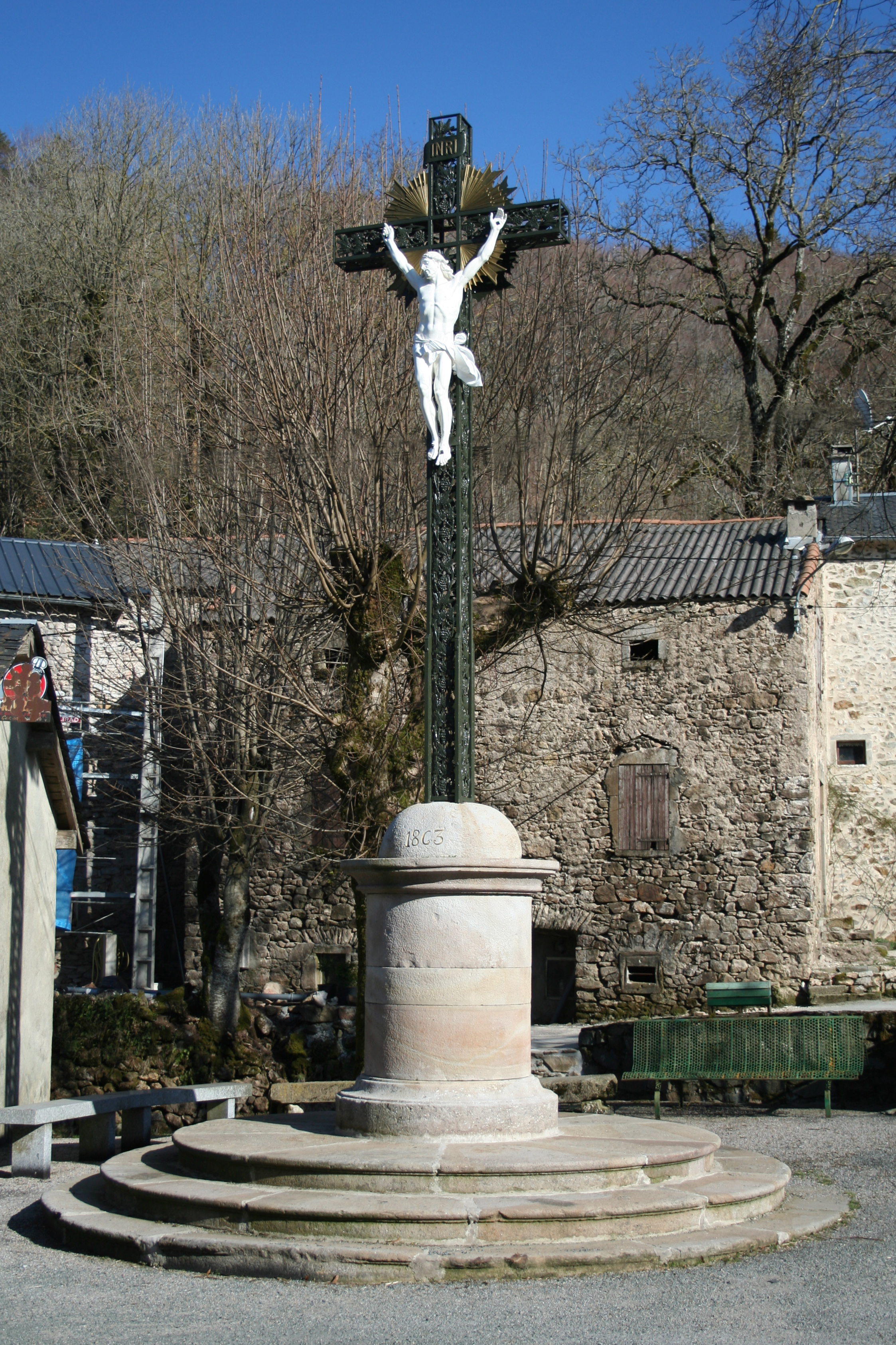
Крест